# Rose O'Neal Greenhow

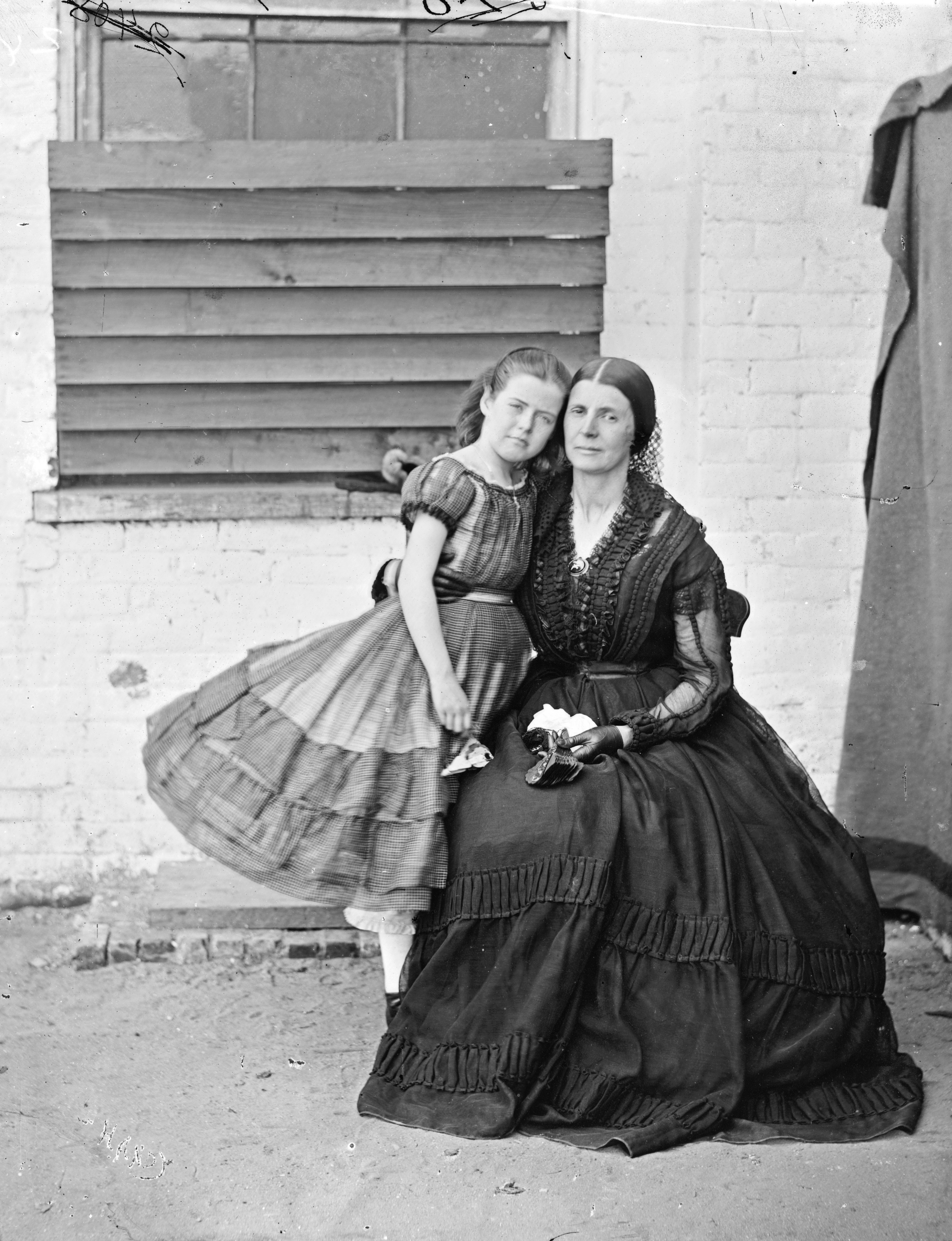
Greenhow i fängelset med sin dotter.

Rose O'Neal Greenhow, född 1813 i Montgomery County i Maryland, död 1 oktober 1864, var en berömd amerikansk spion. Hon tjänstgjorde som spion åt Konfederationen i Washington, D.C. under amerikanska inbördeskriget från 1861 till 1862. Hon var en av centralfigurerna i Washingtons societetscirklar och vidarebefordrade upplysningar tack vare sina högt uppsatta kontakter inom regeringskretsar.